# М-Фенилендиамин
м-Фениле́ндиами́н (метадиаминбензол, 1,3-диаминобензол) — органическое вещество, ароматический диамин с формулой {\displaystyle {\ce {C6H4(NH2)2}}}. Изомер ортофениелендиамина и парафенилендиамина.
При нормальных условиях — бесцветное твёрдое вещество в виде игольчатых кристаллов, при хранении на воздухе становится красным или фиолетовым из-за образования продуктов окисления.
Вещество ядовито; является метгемоглобинообразователем.

## Получение и лабораторная очистка
м-Фенилендиамин производят путём каталитического гидрирования 1,3-динитробензола, который, в свою очередь получается при нитровании бензола смесью азотной и серной кислот. В качестве катализатора гидрирования выступает палладий либо никель Ренея, а реакция проводится в воде или метаноле.
В лаборатории м-фенилендиамин очищают перегонкой в вакууме с последующей кристаллизацией из этанола. Вещество необходимо охранять от солнечных лучей, поскольку на свету оно быстро темнеет.

## Физические свойства
м-Фенилендиамин легко растворим в горячей воде, а также основны́х органических растворителях (спиртах, кетонах и эфирах).

## Химические свойства
м-Фенилендиамин проявляет свойства типичного ароматического амина, например, действует в водных растворах как основание и образует устойчивые соли. Также он может быть ацилирован хлорангидридами карбоновых кислот, а с хлорангидридами дикарбоновых кислот он образует полиамиды, используемые в промышленности для производства синтетических волокон. При обработке избытком азотистой кислоты соединение вступает само с собой в реакцию азосочетания, образуя краситель бисмарк коричневый. Ароматическое кольцо м-фенилендиамина может гидрироваться с образованием диаминоциклогексана.

## Применение
Наиболее широкое применение м-фенилендиамин находит в производстве арамидного волокна поли(м-фениленизофталамида), получаемого реакцией с хлорангидридом изофталевой кислоты. Этот материал обладает высокой теплостойкостью и огнеупорностью.
Используется при производстве эпоксидных смол.
Также м-фенилендиамин служит исходным соединением в синтезе ряда азокрасителей.
При окрашивании волос м-фенилендиамин используется для получения синей окраски.

## Физиологическое действие
Мета-Фенилендиамин токсичен; относится ко второму классу опасности и в очень больших концентрациях может раздражать кожу и слизистые оболочки.
1,3-диаминобензол окисляет гемоглобин в метгемоглобин.
ПДК в рабочей зоне — 0,1 мг/м³ в соответствии с ГОСТ 12.1.007-76
ЛД50 на мышах — около 110 мг/кг (при пероральном введении).